# Готшалк от Орбе
Готшалк от Орбе Саксонеца (на немски: Gottschalk von Orbais, Gottschalk der Sachse, Godescalcus, * ок. 803, † ок. 869 в абатство Отвилер) е саксонски учен, монах и поет от Ранното Средновековие.
Той развива учението gemina praedestinatio и е познавач на Августин. Затова има проблеми с майнцския архиепископ Рабан Мавър и архиепископ Хинкмар от Реймс и затова е осъден на доживотен затвор (тъмница) и непрекъснато мълчание.
Готшалк произлиза от саксонски благороднически род, син е на граф Берно, роден близо до Майнц. На 6 или 7 години е даден в манастира Фулда (бенедиктинци), при което наследствената му част е предадена за съхранение от манастира. Там той получава добро образование. Две години е и в манастира Райхенау и се сприятелява с Валафрид Страбон.
На 16 или 18 години той, като свободен саксонец, отказва да се закълне, пожелава да напусне манастира и да получи своето наследство. Това му отказва Рабан Мавър. През 829 г. Готшалк се обръща пред Синода в Майнц, който уважава исканията му. Рабан Мавър обаче го задържа в манастира. Той иска отново помощ от Синода и краля. След няколко години той става монах в манастира Орбе (в департамент Марн, североизточна Франция).
Той е ръкоположен за свещеник и започва да пише за църковните отци, най-вече за учението на Августин Блажени. Той пише и стихотворения и се занимава с проучвания по граматика. Кореспондира си с приятелите си от младежките години (например Валафрид) и със значимите учени като Ратрамнус от Корбие за въпроси по поезия и философия на теологията.
Около 838 г. Готшалк отива в Италия и след това на Балканите. Там проповядва своето учение за „Двойната Предестинация“ и има доста слушатели.
След завръщането му от мисионерското му пътуване на Балканите през 848 г. Готшалк защитава учението си gemina praedestinatio пред имперския събор в Майнц, който е под ръководството на Рабан Мавър. Без да обърнат внимание на неговите аргументи, го осъждат на доживотна тъмница и непрекъснато мълчание, задължават го да изгори ръкописите си и го бият публично почти до смърт. След това го предават на архиепископ Хинкмар от Реймс. През 849 г. му отнемат правото да е свещеник и той отива в доживотен затвор в манастира Отвилер.
Заради суривата му присъдата започват протести на множество теолози особено от Западното франкско царство. Дълбоко религиозният Готшалк умира през 869 г. след 20 годишна тъмница. Не получава християнско погребение.

## Произведения
От Готшалк съществуват множество латински химни. Стихотворенията му се намират в Monumenta Germaniae Historica  Той е един от най-значимите граматици и познавач на Августин Блажени през неговото време.